# Oreopithecidae
De Oreopithecidae zijn een familie van uitgestorven primaten die in het Laat Mioceen leefden. De familie omvat naar moderne inzichten slechts één geslacht, Oreopithecus.

## Classificatie
De familie is in 1915 benoemd door Gustav Schwalbe.
De classificatie van deze monotypische familie is problematisch. De reden dat Schwalbe een aparte familie benoemde was dat hij het ook niet wist. Men heeft veronderstelt dat het aan Mesopithecus verwante basale apen van de Oude Wereld zijn. Andere mogelijkheden zijn een plaats in de Hominoidea of Hominidae. Dan zijn het dus mensapen. Deze familie wordt tegenwoordig vrijwel zeker gezien als een doodlopende evolutionaire zijtak, nadat eerder verdedigd werd dat ze tweevoetige voorlopers van de mens waren. De hoogontwikkelde ofwel afgeleide kenmerken zijn het resultaat van convergenties. In de jaren tachtig werden sommige mensapen uit het Mioceen van Afrika wel tot de Oreopithecidae gerekend.

## Leefwijze
Deze dieren hadden hominide kenmerken. Ze liepen rechtop, maar ze konden zich ook in de bomen vrij goed voortbewegen, door aan de armen hangend, zich van tak naar tak te verplaatsen.

## Taxonomie
- Familie: Oreopithecidae †
  -  Geslacht: Oreopithecus †